# Aqua Mirabilis

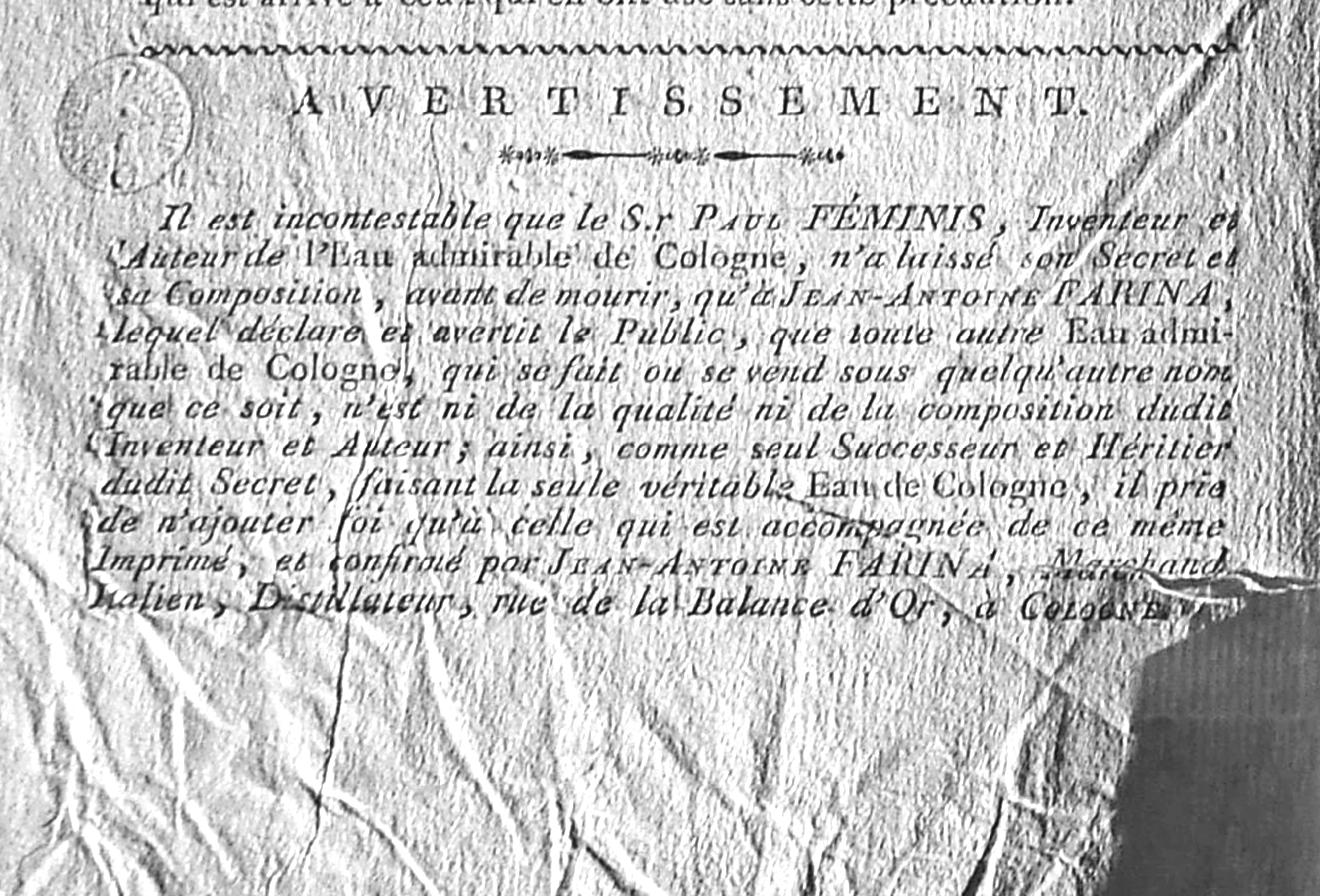
Prospetto informativo di Giovanni Antonio Farina in cui si attesta che la formula della sua Eau admirable de Cologne gli è stata data da Giovanni Paolo Feminis

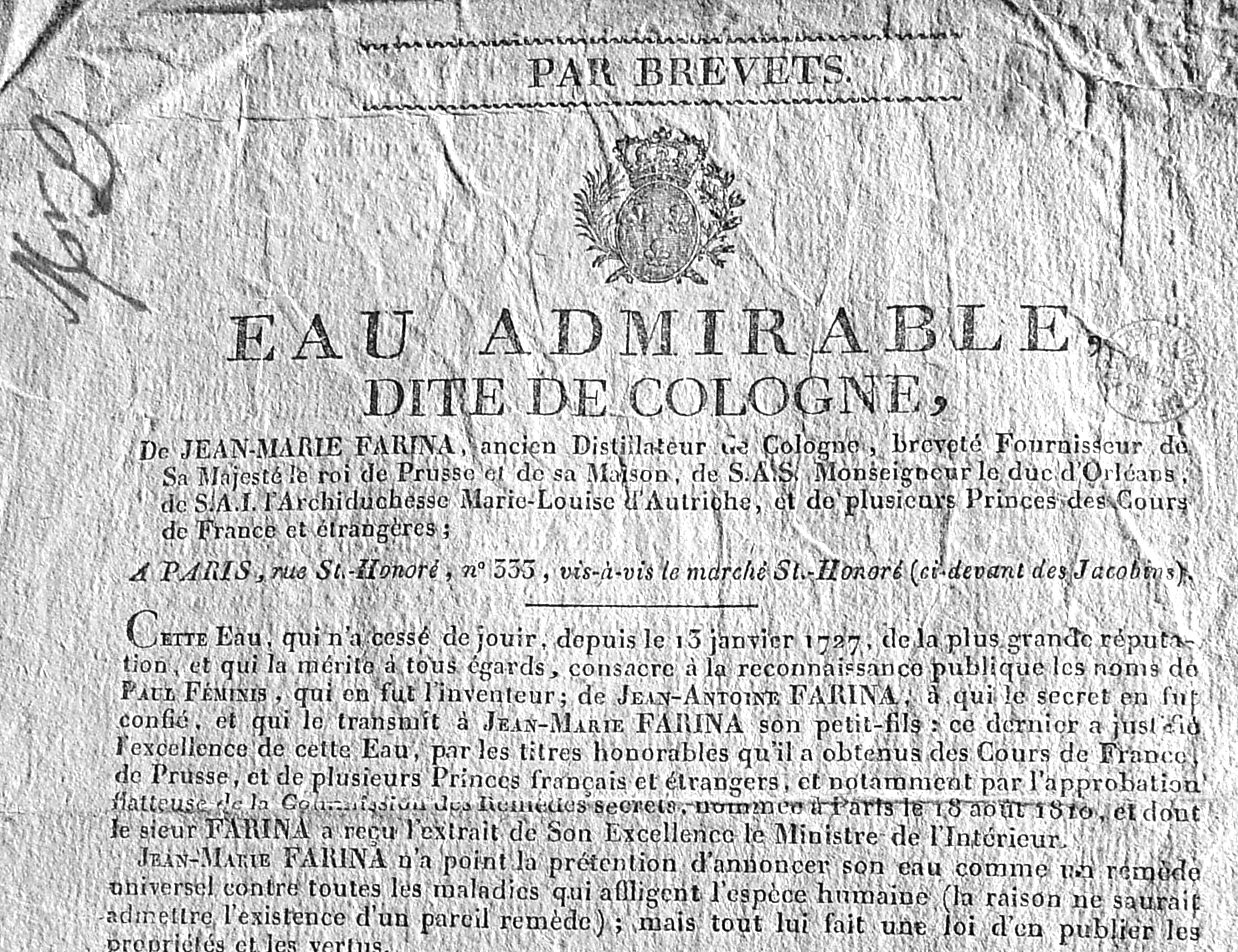
Attestato di Jean-Marie Farina, rue St.Honoré nº 333, Parigi, sull'Eau admirable dite de Cologne che - si legge - "dal 13 gennaio 1727 Non ha cessato di godere della più grande reputazione, inventata da Paolo Feminis, il cui segreto fu confidato a Giovanni Antonio Farina e da questo trasmesso a Jean-Marie Farina"

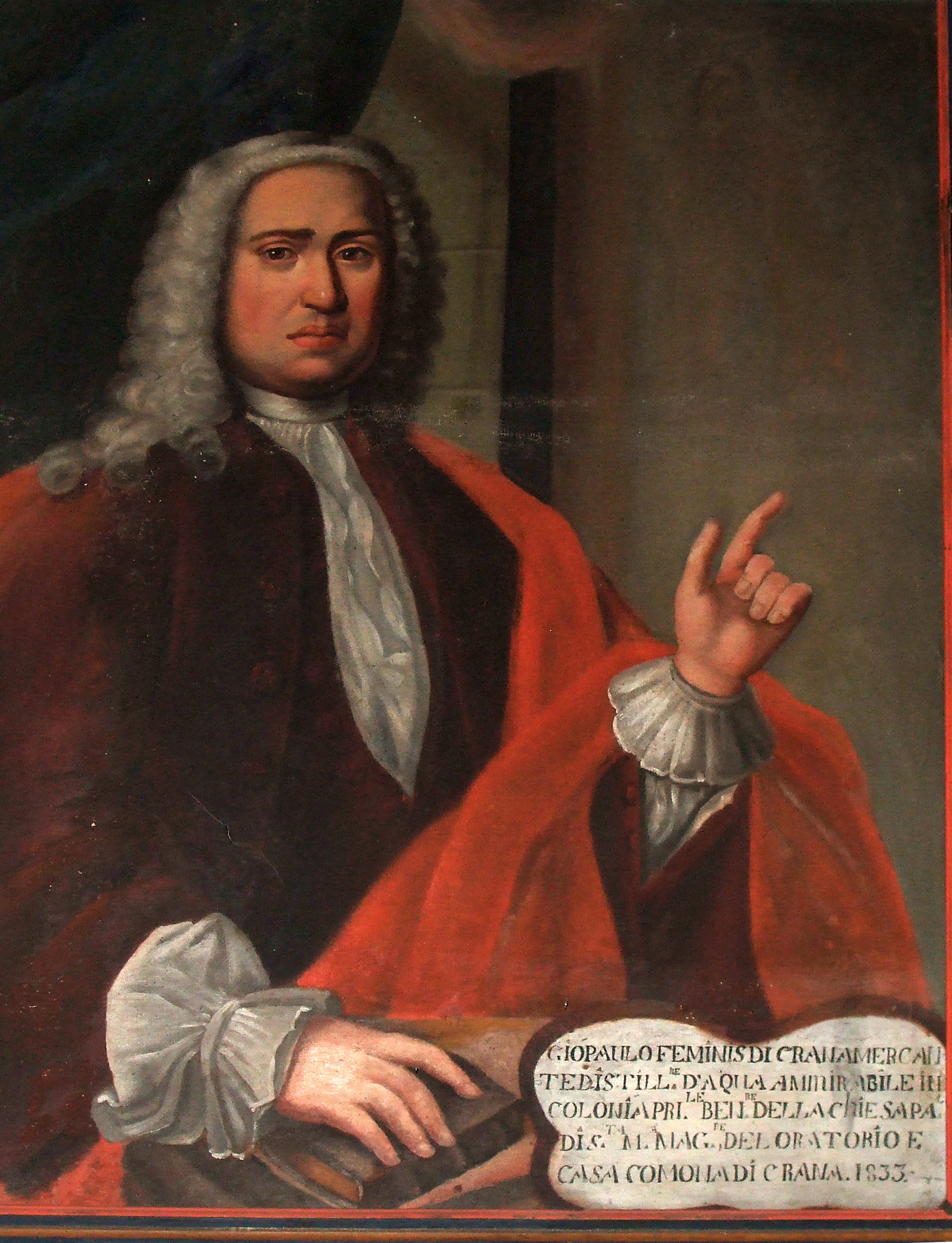
Dipinto di autore anonimo e non datato. Nel retro della tela un testo in francese non firmato attribuisce il ritratto al profumiere di Colonia Giovanni Paolo Feminis.

Il termine latino Aqua Mirabilis (in italiano Acqua Mirabile) è divenuto da almeno 500 anni una dicitura generica per indicare una categoria di acque contenenti sostanze differenti al loro interno.

## Definizione
A partire dal XVII secolo questo termine viene utilizzato sempre più per indicare acque alcooliche le quali trovano impiego in qualità di prodotti medicinali, cosmetici e della profumeria.
Dietro al nome Aqua Mirabilis si cela un vasto numero di ricette che si distinguono fra loro nella composizione. Si tratta infatti di una dicitura collettiva e non di un'espressione per acque dalla composizione nota e costante. Le Acque sono numerosissime, solo per citarne alcune: L'Acqua di melissa dei Carmi, l'Acqua di lino e quella di ciliegie contro la nefrite, l'Aqua sine pari, l'Aqua vulneraria. Un'acqua detta "spacca-occhiali", rimedio per fortificare la vista, macerazione di fiordalisi nell'acqua di neve.
La cosiddetta Acqua vulneraria era utilizzata specificamente per la disinfezione e la cura di ferite e ulcerazioni esterne.
Per mezzo di una dicitura aggiuntiva si passò dal concetto generico alla denominazione di un prodotto definito. Solo dopo l'aggiunta di un nome infatti si ottenne un marchio (come ad esempio Aqua mirabilis Langii, Aqua mirabilis Giovanni Paolo Feminis, Aqua mirabilis Farina).
Questo termine generico è dunque un iperonimo per indicare tutte le acque alcooliche e non alcooliche che spaziano dalle acque medicinali come lo spirito di melissa e le acquaviti, passando per le tinture omeopatiche, fino ad arrivare all'Eau de Cologne (Acqua di Colonia), all'Eau de Parfum, al profumo, al dopobarba e alle acque per il viso.

## Storia
Pierre Bachoffner, di Strasburgo, ricorda la segnalazione del 1951 di Louis Irissou, Segretario generale della Revue d'Histoire de la Pharmacie, «l'esame minuzioso della genealogia complicata della famiglia Farina permette di constatare che molti Farina si sono dati alla produzione dell'Acqua di Colonia, in Germania e in altri posti. E che il merito della creazione dell'Aqua mirabilis va attribuito a un borghese agiato di Colonia, Giovanni Paolo Feminis (1660 – 1736) il quale, in seguito, avrebbe lasciato in eredità il segreto a l'uno o l'altro dei Farina, suoi nipoti».
In Vertus et Effets merveilleux de l'excellente Eau Admirable ou Eau de Cologne, l'aiutante di Giovanni Maria Farina (1685-1766) Carlo Antonio Zanoli (ca 1732-ca 1780) parlava di Eau admirable ou Eau de Cologne inventata un secolo prima e perfezionata da Giovanni Maria Farina.
Giovanni Antonio Farina, successore di Giovanni Paolo Feminis, mette sui flaconi etichette con il suo nome e la definizione "Acqua mirabile-Acqua di Colonia" poi utilizzata da tutti gli altri produttori. Jean-Marie Farina (1785-1864) nel prospetto informativo della sua Acqua di Colonia scriveva: «Annunciando l'Aqua mirabile detta Acqua di Colonia, il cui segreto è stato lasciato a me, Jean Marie Farina, nipote di Gian Antonio Farina, uno dei più antichi distillatori di Colonia, pronipote di Paolo Feminis (...)».